# Antirhea madagascariensis
Antirhea madagascariensis är en måreväxtart som beskrevs av Shu Miaw Chaw. Antirhea madagascariensis ingår i släktet Antirhea och familjen måreväxter. Inga underarter finns listade i Catalogue of Life.